# Dasoclema siamensis
Dasoclema siamensis là loài thực vật có hoa thuộc họ Na. Loài này được (Craib) J.Sinclair mô tả khoa học đầu tiên năm 1955.